# Люксембурги
Помилка Lua у Модуль:Navbar у рядку 61: Неприпустима назва {{subst:PAGENAME}}.
Люксембурзький дім — німецький шляхетний рід з Люксембургу. Династія, що правила у Священній Римській імперії (1308—1313, 1346—1400, 1410—1437), Богемії (1310—1437), Угорщині (1387—1437) та Люксембурзі, гілка Лімбурзького (Арлонського) дому. Родоначальником династії був герцог Лімбургу Валеран III (1170—1226), який завдяки шлюбу з графинею Люксембургу Ермезиндою I (1186—1247) набув права на Люксембург. Від його онуків, синів Генріха V Білобрисого (1216—1271), графа Люксембургу з 1247 року, пішли дві гілки роду — імперська та французька.

## Назва
- Люксембурзький дім (люксемб. D'Lëtzebuerger Haus; фр. Maison de Luxembourg, нім. Haus Luxemburg, італ. Casata di Lussemburgo) — офіційна назва дому.
- фон Люксембург, з Люксембурга, Люксембурзький (нім. von Luxemburg) — у прізвищах представників дому.
- Люксембурзькі (нім. Die Luxemburger, чеськ. Lucemburkové)
- Люксембурги — поширена помилкова назва без присвійної частки von.

## Імперська гілка
Родоначальником старшої гілки був граф Генріх VI (1250—1288), що безуспішно вів боротьбу з герцогами Брабанту за Лімбург. Його син Генріх VII (1274—1313) став імператором Священної Римської імперії. Найбільшої могутності династія досягла за онука Генріха VII, Карла IV (1316—1378), короля Чехії (під ім'ям Карл) та імператора Священної Римської імперії. Ця гілка обірвалася по смерті імператора Сигізмунда I в 1437 році.
Основні представники:
- Генріх VII
- Ян Люксембурзький
- Карл IV
- Вацлав IV
- Сигізмунд I.

Імператори Священної Римської імперії з династії Люксембург були засновниками, фундаторами та сюзеренами Стародавнього Ордену Святого Георгія.

### Генеалогія
```
Валеран III
 (1170—1226), 
герцог Лімбургу
 з 1221, граф Люксембургу з 1214
X 1) 
Кунігуда Лотаринзька

X 2) 
Ермезинда I
 (1186—1247), графиня Люксембургу з 1197
│
├2> 
Генріх V 
Білобрисий
 (1216—1271), граф Люксембургу й Ларошу з 1247, Арлону з 1256, Намюра 1256—1264, 
сеньйор де Лін’ї
 з 1240
│   X 
Маргарита де Бар
 (1220—1275)
│   │
│   ├─> 
Генріх VI
 (1250—1288), граф Люксембургу й Арлону з 1271
│   │   X 
Беатрис д'Авен
 ((померла 1321)
│   │   │
│   │   ├─> 
Генріх VII
 (1274—1313), граф Люксембургу з 1288, король 
Німеччини
 з 1308, 
імператор Священної Римської імперії
 з 1311
│   │   │   X 
Маргарита Брабантська
 (1276—1311)
│   │   │   │
│   │   │   ├─> 
Іоанн (Ян) Сліпий
 (1296—1346), граф Люксембургу з 1313, 
король Чехії
 з 1311
│   │   │   │   X 1) 
Єлизавета (Елішка) Чеська
 (1292—1330)
│   │   │   │   X 2) 
Беатрис де Бурбон
 (1320—1383)
│   │   │   │   │
│   │   │   │   ├1> 
Маргарита
 (1313—1341); чоловік: з 1328 
Генріх XV
 (1304—1339), 
герцог Нижньої Баварії

│   │   │   │   │
│   │   │   │   ├1> 
Бонна (Юта)
 (1315—1349); чоловік: з 1332 
Іоанн II Добрий
 (1319—1364), 
король Франції

│   │   │   │   │
│   │   │   │   ├1> 
Карл IV
 (1316—1378), імператор Священної Римської імперії з 1346; король Чехії (Карел I) із 1346,
│   │   │   │   │   граф Люксембургу 1346—1353, маркграф Моравії 1346—1349, маркграф Бранденбургу з 1373
│   │   │   │   │   X 1) 1329 
Бланка де Валуа
 (1316—1348)
│   │   │   │   │   X 2) 1349 
Анна Пфальцька
 (1329—1353)
│   │   │   │   │   X 3) 1353 
Анна Силезько-Швайдницька
 (1339—1362)
│   │   │   │   │   X 4) 1363 
Єлизавета (померанська
 (1345—1392)
│   │   │   │   │   │
│   │   │   │   │   ├1> 
Маргарита
 (1335—1349)
│   │   │   │   │   │   X 1338 
Лайош (Людовік) I Великий
 (1326—1382), 
король Угорщини
 з 1342, 
король Польщі
 з 1370
│   │   │   │   │   │
│   │   │   │   │   ├1> 
Катерина
 (1342—1386/1395)
│   │   │   │   │   │   X 1) 1356 
Рудольф IV 
Засновник
 (1339—1365), герцог 
Австрії
, 
Штирії
 та 
Каринтії
 з 1358, граф 
Тіролю
 з 1363
│   │   │   │   │   │   X 2) 1366 
Оттон V
 (1347—1379), курфюрст 
Бранденбургу
 1360/1365—1373, герцог 
Баварії
 з 
1347

│   │   │   │   │   │
│   │   │   │   │   ├2> 
Венцель
 (1350—1351)
│   │   │   │   │   │
│   │   │   │   │   ├3> 
Єлизавета
 (1358—1373)
│   │   │   │   │   │   X 1366 
Альбрехт III
 (1349—1395), герцог Австрії з 1365
│   │   │   │   │   │
│   │   │   │   │   ├3> 
Венцель II
 (1361—1419), герцог Люксембургу (Венцель II) 1383—1388, король Чехії (Вацлав IV) 1378—1419,
│   │   │   │   │   │   курфюрст Бранденбургу 1373—1378, 
король Німеччини
 1376—1400
│   │   │   │   │   │   X 1) 1370 
Іоанна Баварська
 (1356—1386)
│   │   │   │   │   │   X 2) 1389 
Софія Баварсько-Мюнхенська
 (1376—1425)
│   │   │   │   │   │
│   │   │   │   │   ├4> 
Анна
 (1366—1394); чоловік: з 1382 
Ричард II
 (1367—1400), 
король Англії
 1377—1399
│   │   │   │   │   │
│   │   │   │   │   ├4> 
Сигізмунд I
 (1368—1437), король Чехії (Зиґмунд) 1419—1421, 1436—1437, король Угорщини (Жигмонд) 1387—1437,
│   │   │   │   │   │   курфюрст Бранденбургу 1373—1387, король Німеччини з 1410, імператор Священної Римської імперії з 1433
│   │   │   │   │   │   X 1) 1385 
Марія I Анжуйська
 ((померла 1392), королева Угорщини
│   │   │   │   │   │   X 2) 1408 
Барбара Циллі
 ((померла 1451)
│   │   │   │   │   │   │
│   │   │   │   │   │   └2> 
Єлизавета
 (1409—1442)
│   │   │   │   │   │       X 1422 
Альбрехт II Габсбург
 (1397—1439), король Німеччини з 1438, король Чехії з 1437,
│   │   │   │   │   │         король Угорщини з 1437, герцог Австрії (Альбрехт V) 1404, маркграф Моравії з 1423
│   │   │   │   │   │
│   │   │   │   │   ├4> 
Іоанн
 (1370—1396), герцог Герліцу з 1377
│   │   │   │   │   │   X 1388 
Катерина Мекленбург-Шверинська

│   │   │   │   │   │   │
│   │   │   │   │   │   └─> 
Єлизавета
 (1390—1451), герцогиня Люксембургу 1411—1443
│   │   │   │   │   │       X 1) 1409 
Антуан Бургундський
 (1384—1415), герцог Брабанту й Лімбургу
│   │   │   │   │   │       X 2) 
Іоанн (Ян) Бургундський
 (1403—1427), герцог Брабанту й Лімбургу (Жан IV) з 1415, 
граф Ено
 (Жан II),
│   │   │   │   │   │         граф 
Голландії
 та 
Зеландії
 (Ян III) з 1417
│   │   │   │   │   │
│   │   │   │   │   ├4> 
Карл
 (1372—1373)
│   │   │   │   │   │
│   │   │   │   │   ├4> 
Маргарита
 (1373—1410)
│   │   │   │   │   │   X з 1381 
Іоанн III фон Гогенцоллерн
 (бл. 1369-11 червня 1420), 
бургграф Нюрнбергу
 з 1397
│   │   │   │   │   │
│   │   │   │   │   └4> 
Генріх
 (1377—1378)
│   │   │   │   │
│   │   │   │   ├1> 
Отакар
 (1318—1320)
│   │   │   │   │
│   │   │   │   ├1> 
Іоанн Генріх (Ян Йіндржих)
 (1322—1375), маркграф Моравії з 1349, граф Тіролю 1335—1341
│   │   │   │   │   X 1) 1330 (розлучений 1349) 
Маргарита Маульташ
 (1318—1369), графиня Тіролю 1335—1365
│   │   │   │   │   X 2) 1350 
Маргарита Троппау
 (1330—1363)
│   │   │   │   │   X 3) 1364 
Маргарита Австрійська
 (1346—1366)
│   │   │   │   │   X 4) 1366 
Єлизавета Оттинген
 (помер 1409)
│   │   │   │   │   │
│   │   │   │   │   ├2> 
Йост
 (1351—1411), маркграф Моравії з 1375, Бранденбургу з 1388, антикороль Німеччини з 1410,
│   │   │   │   │   │   герцог Люксембургу 1388—1402, 1407—1411
│   │   │   │   │   │   X 1372 
Єлизавета Опольська
 (1360—1411)
│   │   │   │   │   │
│   │   │   │   │   ├2> 
Катерина
 (1353—1378)
│   │   │   │   │   │   X 1372 
Генріх
 ((помер 1382), герцог 
Фалькенбергу

│   │   │   │   │   │
│   │   │   │   │   ├2> 
Прокоп
 (1354—1405), маркграф Моравії з 1375
│   │   │   │   │   │
│   │   │   │   │   ├2> 
Іоанн Собеслав
 (1356—1394), 
патріарх Аквілеї
 (Іоанн V) з 1387
│   │   │   │   │   │
│   │   │   │   │   ├2> 
Єлизавета
 ((померла 1400)
│   │   │   │   │   │   X 1366 
Вільгельм I
 ((помер 1407), маркграф Мейссена
│   │   │   │   │   │
│   │   │   │   │   └2> 
Анна
 ((померла 1405)
│   │   │   │   │       X 
Петро з 
Штернберка
 ((помер 1397)
│   │   │   │   │
│   │   │   │   ├1> 
Анна
 (1320—1338)
│   │   │   │   │   X 
Оттон 
Веселий
 (1301—1339), герцог Австрії та Штирії з 1330, герцог Каринтії (Оттон IV) з 1335
│   │   │   │   │
│   │   │   │   ├1> 
Єлизавета
 (1323—1324)
│   │   │   │   │
│   │   │   │   └2> 
Венцель I
 (1337—1383), граф Люксембургу 1353—1354, герцог Люксембургу з 1354, герцог Брабанту й Лімбургу з 1364
│   │   │   │   │   X 
Іоанна Брабантська
 (1322—1406)
│   │   │   │   └2> 
Бонна

│   │   │   │
│   │   │   ├─> 
Марія
 (1304—1324)
│   │   │   │   X 1322 
Карл IV
 (1295—1328), король Франції й Наварри з 1322
│   │   │   │
│   │   │   └─> 
Беатрис
 (1305—1319)
│   │   │       X 1318 
Карл Роберт
 (1288—1342), король Угорщини з 1307
│   │   │
│   │   ├─> 
Валеран
 ((помер 1311), сеньйор де Дурле, де Тирімон і де Консорр
│   │   │
│   │   ├─> 
Філічита
 (помер 1336)
│   │   │   X 
Жан Тристан Лувенський
 (помер 1309), сеньйор Гаасбеку, Герсталю й Монкорне
│   │   │
│   │   ├─> 
Бодуен (Балдуїн)
 (1285—1354), архієпископ 
Тріру
 з 1307
│   │   │
│   │   └─> 
Маргарита
 ((померла 1336), черниця у 
Ліллі
, пізніше у 
Марієнталі

│   │
│   ├─> 
Валеран I
 ((помер 1288), 
сеньйор де Лін’ї
, де Руссі і де Бовуар, родоначальник гілки 
Люксембург-Лін’ї

│   │
│   ├─> 
Філіпа
 (1252—1311)
│   │   X 
Жан I д'Авен
 (1247—1304), граф 
Ено
 з 1280, граф 
Голландії
 та 
Зеландії
 (Ян II) з 1299
│   │
│   ├─> 
Маргарита

│   │
│   ├─> 
Жанна
 ((померла 1310), абатиса Клерефонтену
│   │
│   └─> 
Ізабелла
 (1247—1298)
│       X 
Гі де Дамп’єр
 (1225—1304), маркграф Намюру з 1264, граф Фландрії з 1278
│
├2> 
Катерина Лімбурзька
 (1215—1255)
│   X 
Матьє II
 ((помер 1251), герцог 
Лотарингії
 з 1221
│
└2> 
Жерар (Герхард)
 ((помер 1276), граф Дарбюї
```

## Французька гілка

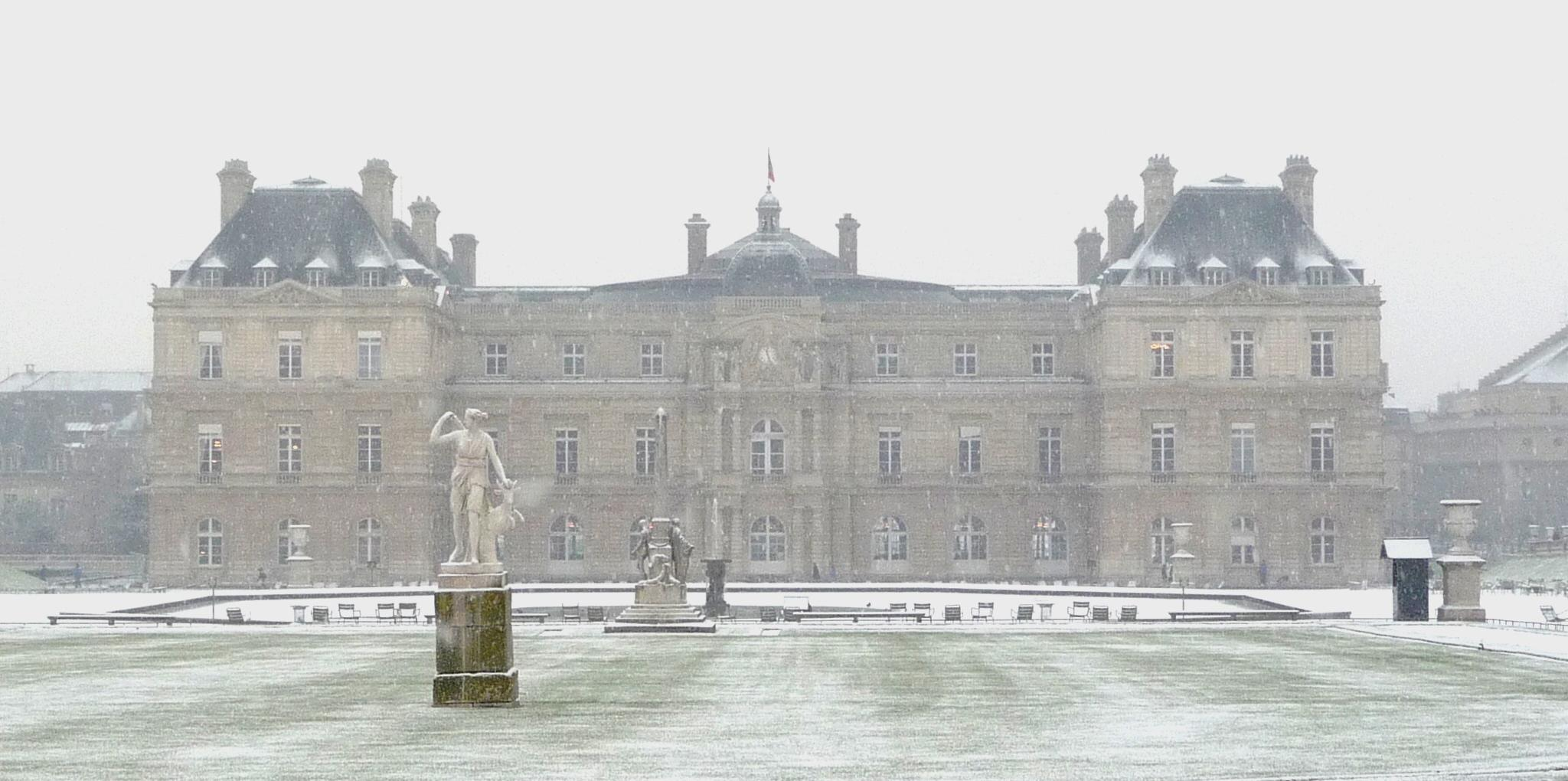
Люксембурзький палац збудований Марією Медичі на місці паризького маєтку герцога Піне-Люксембурга

Молодша гілка роду (Люксембург-Лін'ї) пішла від брата Генріха VI — Валерана I (помер 1288), сеньйора Лін'ї. Ця гілка переселилась до Франції. Поступово французькі Люксембурги на деякий час зосередили у своїх руках такі графства, як Сен-Поль, Брієнн, Суассон, Марль. Старша лінія цього роду згасла на початку XV століття на графині Жанні де Лін'ї, дружині герцога Антуана Брабантського. Ще три гілки французьких Люксембургів проіснували до межі XVI та XVII століть.

### Люксембург-Лін'ї та Люксембург-Піне

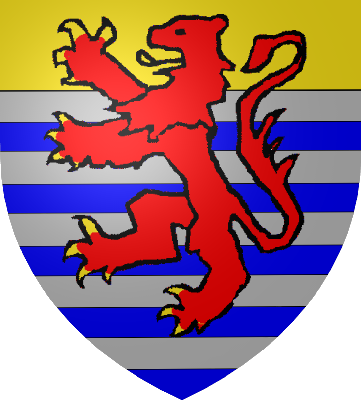
Герб дому Люксембург-Лін'ї

Луї де Люксембург, граф де Сен-Поль займав пост конетабля Франції, але був 1475 року страчений за підозрою у стосунках з ворогами Людовіка XI. Він залишив потомство від двох шлюбів, з французькою та савойською принцесами. Його онука, Марія де Люксембург, після смерті графа Савойського, вийшла за графа Вандомського; їхнім сином був перший герцог Вандомський — дід Генріха Наваррського.
1581 року один із нащадків конетабля Люксембургу, Франсуа де Люксембург-Лін'ї (помер 1613), був нагороджений титулом герцога де Піне, за назвою свого маєтку в Шампані. Викликано це було тим, що його дружина була сестрою французької королеви Луїзи, тобто Люксембург-Лін'ї доводився свояком королю Генріху III. Єдиний син герцога Піне-Люксембура пережив його лише на три роки, після чого французька аристократія вступила в боротьбу за герцогський титул.
Фаворит Людовіка XIII, Шарль де Люїнь, влаштував шлюб онучки герцога зі своїм молодшим братом, який у зв'язку з цим прийняв титул герцога Люксембургу. По смерті чоловіка герцогиня вступила у другий шлюб з графом Клермон-Тоннером, а їхня дочка під тиском родички, матері великого Конде, була обвінчана з графом Бутвілем, нащадки якого й успадкували титул герцога Піне-Люксембурга (незважаючи на наявність у нареченої старшого брата і сестри).

#### Генеалогія
```
Валеран I
 ((помер 1288), сеньйор 
де Лін’ї
, де Руссі та де Бовуар
X 
Жанна де Боревуа

│
├─> 
Валеран II
 (1275—1354), сеньйор де Лін’ї, де Руссі та де Бовуар
│   X 
Гійотта
 (1275—1338), кастелянша Лілля
│   │
│   ├─> 
Жан I
 (1300—1364), сеньйор де Лін’ї, де Руссі й де Бовуар з 1354
│   │   X 1) 
1330
 
Аліса де Дампьєр
 (1322—1346), дама де Рішебург
│   │   X 2) 
Жанна Бакон

│   │   │
│   │   ├1> 
Гі
 (1340—1371), граф де Лін’ї, сеньйор де Руссі й де Бовуар з 1364, граф де Сен-Поль з 1360
│   │   │   X 1354 
Маго де Шатійон
 (1335—1378), 
графиня де Сен-Поль

│   │   │   │
│   │   │   ├─> 
Валеран III
 (1356—1415), граф де Лін’ї і де Сен-Поль з 1371
│   │   │   │   X 1) 1380 
Мод Голландская
 ((померла 1392)
│   │   │   │   X 2) 1393 
Бонна де Бар
 ((померла 1400)
│   │   │   │   │
│   │   │   │   └1> 
Жанна
 ((померла 1407)
│   │   │   │       X 
Антуан Бургундський
 (1384—1415), герцог Брабанту й Лімбургу
│   │   │   │
│   │   │   ├─> 
П’єр
 (1369—1387), єпископ 
Меца
 з 1384, кардинал з 1386 (1357 року канонізований)
│   │   │   │
│   │   │   ├─> 
Жан
 (1370—1397), сеньйор де Бовуа, 
граф де Брієнн
 і де Конверсано з 1394
│   │   │   │   X 
Маргарита д'Енгієн
, графиня де Брієнн і де Конверсано
│   │   │   │   │
│   │   │   │   ├─> 
П’єр I
 (1390—1433), граф де Брієнн і де Конверсано з 1397, граф де Сен-Поль з 1430
│   │   │   │   │   X 
Маргарита де Бо
 (1394—1469)
│   │   │   │   │   │
│   │   │   │   │   ├─> 
Жаклін
 (1415—1472)
│   │   │   │   │   │   X 1) 1433 
Джон Ланкастерський
 (1389—1435), 
герцог Бедфорд

│   │   │   │   │   │   X 2) 1435 
Ричард Вудвіль
 ((помер 1469), 
граф Ріверс

│   │   │   │   │   │   │
│   │   │   │   │   │   └2> 
Єлизавета Вудвіль

│   │   │   │   │   │       X 
Едуард IV

│   │   │   │   │   │
│   │   │   │   │   ├─> 
Людовік Люксембурзький
 (1418—1475), граф де Сен-Поль, де Брієнн і де Конверсано з 1433, 
де Гіз
 і де Лін’ї з 1471, 
де Суассон
 і 
де Марль
 з 1435
│   │   │   │   │   │   X 1) 1435 
Жанна де Марль
 (1415—1462), графиня де Марль и де Суассон
│   │   │   │   │   │   X 2) 1466 
Марія Савойська
 (1448—1475)
│   │   │   │   │   │   │
│   │   │   │   │   │   ├1> 
Жан
 (помер 1476), граф де Марль і де Суассон з 1475
│   │   │   │   │   │   │
│   │   │   │   │   │   ├1> 
П’єр II
 (помер 1482), граф де Сен-Поль і де Брієнн з 1475, граф де Суассон і де Марль з 1476
│   │   │   │   │   │   │   X 1454 Маргарита Савойська (1439—1483)
│   │   │   │   │   │   │   │
│   │   │   │   │   │   │   ├─> 
Людовік

│   │   │   │   │   │   │   │
│   │   │   │   │   │   │   ├─> 
Клод

│   │   │   │   │   │   │   │
│   │   │   │   │   │   │   ├─> 
Антуан

│   │   │   │   │   │   │   │
│   │   │   │   │   │   │   ├─> 
Марія
 (1472—1547), графиня де Сен-Поль, де Марль і де Суассон з 1482, дама де Конде
│   │   │   │   │   │   │   │   X 1) 1460 
Жак Савойський
 (1450—1486), граф де Ромон, барон де Во
│   │   │   │   │   │   │   │   X 2) 1487 
Франсуа де Бурбон
 (1470—1495), 
граф де Вандом

│   │   │   │   │   │   │   │
│   │   │   │   │   │   │   └─> 
Франсуаза
 (померла 1523), дама д'Енгієн
│   │   │   │   │   │   │       X 1485 
Філіп Клевський
 (1456—1528), сеньйор 
Равенштейну

│   │   │   │   │   │   │
│   │   │   │   │   │   ├1> 
Карл
 (1447—1509), архієпископ 
Лана

│   │   │   │   │   │   │
│   │   │   │   │   │   ├1> 
Антуан I
 (помер 1519), граф де Брієнн та де Руссі з 1482, граф де Лін’ї з 1495
│   │   │   │   │   │   │   X 1) 
Антуанетта де Бофремон
, графиня де Шарні
│   │   │   │   │   │   │   X 2) 
Франсуаза де Круа

│   │   │   │   │   │   │   X 3) 
Жилетт де Коетіві

│   │   │   │   │   │   │   │
│   │   │   │   │   │   │   ├1> 
Клод
 (помер немовлям), граф де Лін’ї
│   │   │   │   │   │   │   │
│   │   │   │   │   │   │   ├1> 
Філіберта
 (померла 1539), графиня де Шарні
│   │   │   │   │   │   │   │   X 
Жан де Шалон
 (помер 1502), принц 
Оранський

│   │   │   │   │   │   │   │
│   │   │   │   │   │   │   ├2> 
Карл I
 (1562—1530), граф де Брієнн та де Руссі і де Лін’ї з 1519
│   │   │   │   │   │   │   │   X 
Шарлотта д'Естувіль

│   │   │   │   │   │   │   │   │
│   │   │   │   │   │   │   │   ├─> 
Антуан II
 (помер 1557), граф де Брієнн та де Руссі і де Лін’ї з 1530
│   │   │   │   │   │   │   │   │   X 1535 
Маргарита Савойська

│   │   │   │   │   │   │   │   │   │
│   │   │   │   │   │   │   │   │   ├─> 
Жан IV
 (помер 1576), граф де Брієнн та де Руссі і де Лін’ї з 1557
│   │   │   │   │   │   │   │   │   │   X Гільєметта де Ла Марк (померла 1592)
│   │   │   │   │   │   │   │   │   │   │
│   │   │   │   │   │   │   │   │   │   ├─> 
Антуан
 (помер немовлям), віконт де Мехо
│   │   │   │   │   │   │   │   │   │   │
│   │   │   │   │   │   │   │   │   │   ├─> 
Карл II
 (1562—1608), граф де Брієнн та де Руссі і де Лін’ї з 1576
│   │   │   │   │   │   │   │   │   │   │   X 1583 
Марія де Ногаре
 (померла 1605)
│   │   │   │   │   │   │   │   │   │   │
│   │   │   │   │   │   │   │   │   │   ├─> 
Маргарита
 (1562—1566)
│   │   │   │   │   │   │   │   │   │   │
│   │   │   │   │   │   │   │   │   │   ├─> 
Франсуа
 (1563—1576)
│   │   │   │   │   │   │   │   │   │   │
│   │   │   │   │   │   │   │   │   │   ├─> 
Луїза I
 (1567—1647), графиня де Брієнн та де Руссі і де Лін’ї з 1608
│   │   │   │   │   │   │   │   │   │   │       X 1) 
Жорж д'Амбуаз
, маркіз де Касобон
│   │   │   │   │   │   │   │   │   │   │       X 2) 
Бернар III де Беон дю Массе
 (помер 1608), маркіз де Бутвіль, губернатор 
Сентонжу
, 
Ангумуа
 і 
Лимузену

│   │   │   │   │   │   │   │   │   │   │
│   │   │   │   │   │   │   │   │   │   └─> 
Діана
 (померла 1624), герцогиня де Піне
│   │   │   │   │   │   │   │   │   │       X 1) 
Луї де Плоєскеллек
, граф де Керман
│   │   │   │   │   │   │   │   │   │       X 2) 
Жюст де Понталье
, барон де Плер, герцог де Піне
│   │   │   │   │   │   │   │   │   │
│   │   │   │   │   │   │   │   │   ├─> 
Антуан
 (помер 1573), барон де Піне
│   │   │   │   │   │   │   │   │   │
│   │   │   │   │   │   │   │   │   ├─> 
Франсуа
 (помер 1613), герцог де Піне-Люксембург із 1581
│   │   │   │   │   │   │   │   │   │   X 1) 1576 
Діана Лотаринзька
 (1558—1597)
│   │   │   │   │   │   │   │   │   │   X 2) 1599 
Маргарита Лотаринзька
 (1564—1625)
│   │   │   │   │   │   │   │   │   │   │
│   │   │   │   │   │   │   │   │   │   ├1> 
Генріх
 (1582/1583—1616), герцог де Піне-Люксембург із 1613
│   │   │   │   │   │   │   │   │   │   │   X 
Мадлен де Монморансі
 (1582—1615)
│   │   │   │   │   │   │   │   │   │   │   │
│   │   │   │   │   │   │   │   │   │   │   ├─> 
Маргарита Шарлотта
 (1607—1680), герцогиня де Піне-Люксембург з 1616
│   │   │   │   │   │   │   │   │   │   │   │   X 1620 
Леон д'Альбер
 (+25.11.1630), герцог де Піне-Люксембург з 1621
│   │   │   │   │   │   │   │   │   │   │   │
│   │   │   │   │   │   │   │   │   │   │   ├─> 
Марія Льєсс
 (1611—1660), принцеса де Тінгрі
│   │   │   │   │   │   │   │   │   │   │   │   X 
Генріх де Льюїс
 (помер 1680), герцог де Вентадор
│   │   │   │   │   │   │   │   │   │   │   │
│   │   │   │   │   │   │   │   │   │   │   └─> (незак.) 
Антуан
 (помер 1652), граф де Росне
│   │   │   │   │   │   │   │   │   │   │       X 
Катерина Маргарита де Ла Бом

│   │   │   │   │   │   │   │   │   │   │       │
│   │   │   │   │   │   │   │   │   │   │       └─> 
Едме Катерина
 (померла 1720)
│   │   │   │   │   │   │   │   │   │   │           X 
Карл
, бастард де Клермон
│   │   │   │   │   │   │   │   │   │   │
│   │   │   │   │   │   │   │   │   │   ├1> 
Антуанетта
 (померла 1599)
│   │   │   │   │   │   │   │   │   │   │
│   │   │   │   │   │   │   │   │   │   ├1> 
Луїза
 (померла 1602), абатиса Нотр-Дам де Труа
│   │   │   │   │   │   │   │   │   │   │
│   │   │   │   │   │   │   │   │   │   ├1> 
Франсуаза
 (1583)
│   │   │   │   │   │   │   │   │   │   │
│   │   │   │   │   │   │   │   │   │   ├─> 
Маргарита
 (померла 1645)
│   │   │   │   │   │   │   │   │   │   │   X 
Рене Потьє
, герцог де Тресм
│   │   │   │   │   │   │   │   │   │   │
│   │   │   │   │   │   │   │   │   │   ├─> 
Габріель
 (помер немовлям)
│   │   │   │   │   │   │   │   │   │   │
│   │   │   │   │   │   │   │   │   │   └─> 
Франсуаза
 (померла немовлям)
│   │   │   │   │   │   │   │   │   │
│   │   │   │   │   │   │   │   │   ├─> 
Генріх
 (помер немовлям)
│   │   │   │   │   │   │   │   │   │
│   │   │   │   │   │   │   │   │   └─> 
Мадлен

│   │   │   │   │   │   │   │   │       X 
Кристоф Жувенель де Урсін
 (помер 1573), маркіз де Трейнель
│   │   │   │   │   │   │   │   │
│   │   │   │   │   │   │   │   ├─> 
Людовік
 (помер 1571), граф де Русі
│   │   │   │   │   │   │   │   │   X 
Антуанетта д'Амбуаз
 (померла 1552)
│   │   │   │   │   │   │   │   │
│   │   │   │   │   │   │   │   ├─> 
Жан
 (помер 1578), єпископ Памьє
│   │   │   │   │   │   │   │   │
│   │   │   │   │   │   │   │   ├─> 
Жорж
, барон де Гістельє
│   │   │   │   │   │   │   │   │
│   │   │   │   │   │   │   │   ├─> 
Гільеметта

│   │   │   │   │   │   │   │   │   X 1532 
Франсуа де Вьєнн
, барон де Руфей
│   │   │   │   │   │   │   │   │
│   │   │   │   │   │   │   │   ├─> 
Франсуаза
 (померла 1566), дама де Русі
│   │   │   │   │   │   │   │   │   X 1) 
Бернхард IV
 (помер 1536), 
маркграф Баден-Бадена

│   │   │   │   │   │   │   │   │   X 2) 
Адольф IV
 (помер 1556), 
граф Нассау-Вісбадена

│   │   │   │   │   │   │   │   │
│   │   │   │   │   │   │   │   ├─> 
Антуанетта
 (1525—1603), абатиса Йєра
│   │   │   │   │   │   │   │   │
│   │   │   │   │   │   │   │   └─> 
Марія
 (померла 1597), абатиса в 
Труа

│   │   │   │   │   │   │   │
│   │   │   │   │   │   │   ├2> 
Клод
 (помер немовлям), граф де Лін’ї
│   │   │   │   │   │   │   │
│   │   │   │   │   │   │   └─> (незак., від Перонни де Машефер) 
Антуан де Люксембург
 (помер бл. 1538), бастард де Брієнн, сеньйор де Люксемон, легітимізований 1500
│   │   │   │   │   │   │       X 
Ізабелла де Мароль

│   │   │   │   │   │   │       │
│   │   │   │   │   │   │       ├─> 
Філіберт
 (помер після 1566), сеньйор де Люксемон та д'Іспань
│   │   │   │   │   │   │       │   │
│   │   │   │   │   │   │       │   ├─> 
Франсуа

│   │   │   │   │   │   │       │   │
│   │   │   │   │   │   │       │   └─> 
Ніколя
 (помер після 1602), сеньйор де Ла Берльєр-ан-Партьє
│   │   │   │   │   │   │       │       X 1) 
Анна д'Арвійєр

│   │   │   │   │   │   │       │       X 2) до 1596 
Франсуаза де Ларі

│   │   │   │   │   │   │       │       │
│   │   │   │   │   │   │       │       ├1> 
Жан
 (помер 1615), сеньйор де Ла Шапель
│   │   │   │   │   │   │       │       │   X 
Клод де Буасье

│   │   │   │   │   │   │       │       │   │
│   │   │   │   │   │   │       │       │   └─> 
Жан
 (помер після 1647), сеньйор де Ла Шапель і де Біньїкур
│   │   │   │   │   │   │       │       │       X 
Клод де Рубьйон

│   │   │   │   │   │   │       │       │       │
│   │   │   │   │   │   │       │       │       ├─> 
Жан
 (помер після 1670), сеньйор де Ла Шапель
│   │   │   │   │   │   │       │       │       │   X 
Жанна Франскін

│   │   │   │   │   │   │       │       │       │   │
│   │   │   │   │   │   │       │       │       │   ├─> 
Людовік
 (помер після 1670)
│   │   │   │   │   │   │       │       │       │   │
│   │   │   │   │   │   │       │       │       │   ├─> 
Франсуа
 (помер після 1670)
│   │   │   │   │   │   │       │       │       │   │
│   │   │   │   │   │   │       │       │       │   └─> 
Сюзанна
 (помер після 1670)
│   │   │   │   │   │   │       │       │       │
│   │   │   │   │   │   │       │       │       └─> 
Мадлен
, дама де Біньїкур і де Шарбонньєр
│   │   │   │   │   │   │       │       │           X 
Клод де Рубьйон
, сеньйор де Жермон
│   │   │   │   │   │   │       │       │
│   │   │   │   │   │   │       │       └1> 
Карл
 (помер після 1598), сеньйор де Буа-Доньї
│   │   │   │   │   │   │       │           X 
N

│   │   │   │   │   │   │       │
│   │   │   │   │   │   │       ├─> 
Матьйо

│   │   │   │   │   │   │       │   X 
Перретт д'Естресель

│   │   │   │   │   │   │       │
│   │   │   │   │   │   │       └─> 
Барб
 (помер до 1556)
│   │   │   │   │   │   │           X 
Людовік де Шуазі
, сеньйор де Тьєблемон
│   │   │   │   │   │   │
│   │   │   │   │   │   │
│   │   │   │   │   │   │
│   │   │   │   │   │   ├1> Жаклін (померла 1511)
│   │   │   │   │   │   │   X 1455 
Філіп де Круа
 (помер 1511), граф Порсіан
│   │   │   │   │   │   │
│   │   │   │   │   │   ├1> 
Елена
 (померла 1488)
│   │   │   │   │   │   │   X 1466 
Жан Савойський
 (помер 1491), барон де Фасіньї
│   │   │   │   │   │   │
│   │   │   │   │   │   ├2> 
Людовік
 (помер 1503), герцог д'Андріа
│   │   │   │   │   │   │
│   │   │   │   │   │   ├2> 
Жанна
, черниця у 
Генті

│   │   │   │   │   │   │
│   │   │   │   │   │   ├2> 
Філіпа
, абатиса в Монселі у 1475
│   │   │   │   │   │   │
│   │   │   │   │   │   ├─> (незак. від Катерини де Фавьєн) 
Жіль
 (помер 1535), єпископ 
Шалона-сюр-Марн

│   │   │   │   │   │   │
│   │   │   │   │   │   ├─> (незак.) 
Жан
 (помер 1503), бастард де Сен-Поль, сеньйор де Отбурден
│   │   │   │   │   │   │   X 
Антуанетта де Корруа

│   │   │   │   │   │   │   │
│   │   │   │   │   │   │   └─> 
дочка
, спадкоємиця Корруа-ле-Шато
│   │   │   │   │   │   │       X N де Мерозель
│   │   │   │   │   │   │
│   │   │   │   │   │   ├─> (незак.) 
Роберт
 (помер 1493), єпископ 
Ангулема

│   │   │   │   │   │   │   │
│   │   │   │   │   │   │   └─> (незак.) 
Антуанетта

│   │   │   │   │   │   │       X із 1499 
Томас де Тарта

│   │   │   │   │   │   │
│   │   │   │   │   │   ├─> (незак.) 
Жак
 (помер після 1475)
│   │   │   │   │   │   │
│   │   │   │   │   │   ├─> (незак.) 
Антуанетта
 (померла після 1475)
│   │   │   │   │   │   │
│   │   │   │   │   │   ├─> (незак.) 
Іоланда
 (померла після 1475)
│   │   │   │   │   │   │
│   │   │   │   │   │   ├─> (незак.) 
Жанна

│   │   │   │   │   │   │   X 1) 
Антуан д'Еллі

│   │   │   │   │   │   │   X 2) 
Гільйом д'Езе
 (помер 1518)
│   │   │   │   │   │   │
│   │   │   │   │   │   └─> (незак.) 
Маргарита
, шателен Дуе
│   │   │   │   │   │       X 
Філіп д'Інші

│   │   │   │   │   │
│   │   │   │   │   ├─> 
Тібо
 (помер 1477), сеньйор де Фієнн і граф де Брієнн
│   │   │   │   │   │   X 1441 
Філіпа де Мелюн
 (померла 1456)
│   │   │   │   │   │   │
│   │   │   │   │   │   └─> 
гілки Люксембург-Гавере і Люксембург-Мартіг

│   │   │   │   │   │
│   │   │   │   │   ├─> Жак (помер 1487), сеньйор де Рішбур
│   │   │   │   │   │   X 
Ізабелла де Рубо

│   │   │   │   │   │   │
│   │   │   │   │   │   ├─> 
Франсуа
 (помер після 1472)
│   │   │   │   │   │   │
│   │   │   │   │   │   ├─> 
Карл
 (помер немовлям)
│   │   │   │   │   │   │
│   │   │   │   │   │   ├─> 
Ізабелла
 (померла після 1502), дама де Рішбур
│   │   │   │   │   │   │   X 1495 
Жан де Мелюн
 (помер 1502), сеньйор д'Антуен і д'
Епінуа

│   │   │   │   │   │   │
│   │   │   │   │   │   ├─> 
Іоланда
 (померла 1534), дама де Рубо
│   │   │   │   │   │   │   X 
Ніколя де Вершін

│   │   │   │   │   │   │
│   │   │   │   │   │   └─> 
Луїза
 (померла 1518)
│   │   │   │   │   │       X 1) 
Жан де Гістель
, сеньйор де Дюзель
│   │   │   │   │   │       X 2) 
Антуан де Круа
 (помер 1546), сеньйор де Семпі
│   │   │   │   │   │
│   │   │   │   │   ├─> 
Валеран
 (помер немовлям)
│   │   │   │   │   │
│   │   │   │   │   ├─> 
Жан

│   │   │   │   │   │
│   │   │   │   │   ├─> 
Катерина
 (померла 1492)
│   │   │   │   │   │   X 1445 
Артур III
 (1393—1458), 
герцог Бретані
, конетабль Франції
│   │   │   │   │   │
│   │   │   │   │   ├─> 
Філіпа
, абатиса Сен-Максена
│   │   │   │   │   │
│   │   │   │   │   └─> 
Ізабелла
 (померла 1472)
│   │   │   │   │       X 1443 
Карл IV Анжуйський
 (1414—1472), 
граф Мену

│   │   │   │   │
│   │   │   │   ├─> 
Людовік
 (помер 1443), кардинал, 
архієпископ Руана

│   │   │   │   │
│   │   │   │   ├─> 
Жан II
 (1392—1441), граф Лін’ї і 
Гіз

│   │   │   │   │   X 
Жанна де Бетюн
 (померла 1449)
│   │   │   │   │
│   │   │   │   ├─> 
Катерина
 (померла після 1393)
│   │   │   │   │
│   │   │   │   └─> 
Жанна
 (померла 1420)
│   │   │   │       X 1) 
Людовік де Гістель
 (помер 1415)
│   │   │   │       X 2) 
Жан
 (помер 1484), віконт Мелюна, бургграф Гента
│   │   │   │
│   │   │   ├─> 
Андре
 (помер 1396), 
єпископ Камбре

│   │   │   │
│   │   │   ├─> 
Марія

│   │   │   │   X 1) 
Жан де Конде
 (помер 1391)
│   │   │   │   X 2) 
Симон
 (помер 1397), граф фон Зальм
│   │   │   │
│   │   │   └─> 
Жанна
 (померла 1430), графиня де Сен-Поль і де Лін’ї з 1430
│   │   │
│   │   ├1> 
Жан
 (помер 1360), сеньйор де Русі
│   │   │
│   │   ├1> 
Жан
 (1342—1373), 
архієпископ Майнца
 з 1371
│   │   │
│   │   ├1> 
Генріх
 (1344—1366), канонік в Кельні й Камбре
│   │   │
│   │   ├1> 
Валеран
 (помер після 1347)
│   │   │
│   │   ├1> 
Жак

│   │   │
│   │   ├1> 
Жанна
 (померла 1392), графиня де Фокенберг
│   │   │   X 1) 
Гі V де Шатійон
 (помер 1360), 
граф де Сен-Поль

│   │   │   X 2) 
Гі VIII
 (помер 1427), барон де Ла Рошфуко
│   │   │
│   │   ├1> 
Марія
 (померла 1376/1382)
│   │   │   X 
Генріх V де Водемон
 (1327—1365), 
сеньйор де Жуанвиль
, 
граф де Водемон

│   │   │
│   │   ├1> 
Філіпотта
 (померла 1359)
│   │   │   X 
Рауль
, сеньйор де Реневал
│   │   │
│   │   └1> 
Катерина
 (помер 1366)
│   │       X 
Даніель де Алевін
 (помер 1365)
│   │
│   ├─> 
Валеран

│   │
│   ├─> 
Жак

│   │
│   └─> 
Катерина

│
├─> 
Марія
 (померла 1337)
│   X 
Жан де Гістель
 (помер 1346)
│
├─> 
Генріх
 (помер 1303)
│
├─> 
Маргарита
, черниця
│
├─> 
Філіпотта

│
└─> 
Єлизавета
```

### Люксембург-Гавере і Люксембург-Мартіг

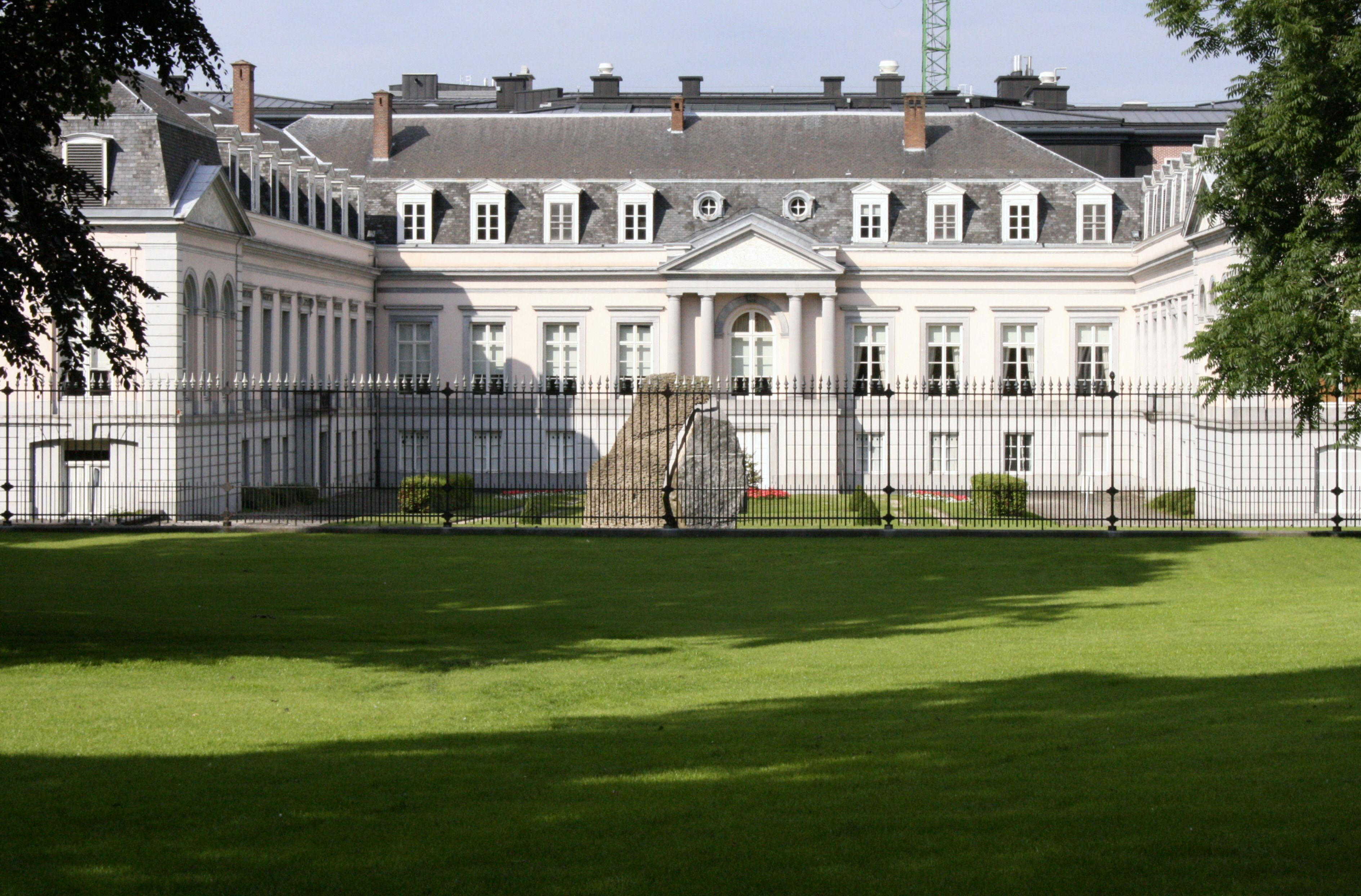
Егмонтський палац графині Люксембург-Гавре в Брюсселі

Молодша лінія французьких Люксембургів пішла від брата коннетабля Люксембургу, що досягнув, як і багато хто в цій родині, сану єпископа Ле-Манського. Від його старшого сина пішло декілька поколінь баронів та графів Гавере у Фландрії. Остання графиня Гавере з Люксембургів — мати відомого Ламораля Егмонта, 1-го принца Гавере — збудувала в Брюсселі елегантний Егмонтський палац.
Молодший син єпископа, Франсуа де Люксембург, управляв Провансом в інтересах свого кузена Карла Анжуйського, останнього графа Провансу. У своєму заповіті Карл відмовив Люксембургу у віконтстві Мартіг у Провансі, яке Генріх IV підвищив до статусу князівства.
Син першого віконта, ім'ям також Франсуа, перебував на службі у савойського герцога, свого близького родича; за дружину взяв Шарлотту де Бросс, посаг якої включав область Пент'євр у Бретані, а також Шеврез й Етамп. У нього була дочка (за графом Латремуєм) і два сини, які склали голови у боях за короля.
Молодший з них носив з 1569 року титул пера Франції й герцога Пент'євра. Його єдина дочка була одружена з герцогом Меркером (одним з Гізів); їхня дочка, герцогиня Пент'євр, — за Сезаром Вандомським, який і успадкував Мартіг, Пент'євр та інші володіння останніх Люксембургів.

#### Генеалогія
```
Тібо
 (помер 1477), сеньйор де Фієнн і граф де Брієнн, єпископ 
Ле Мана

X 1441 
Філіпа де Мелюн
 (померла 1456)
│
├─> 
Жак
 (помер 1487), сеньйор де Фієнн і де Грав
│   X 
Маргарита де Бламон

│   │
│   ├─> 
Жак
 (помер 1519), сеньйор де Фієнн і де Грав
│   │   X 
Маргарита де Брюгге
, дама д'Оксі
│   │   │
│   │   ├─> 
Жак
 (помер 1532), граф Гавра
│   │   │   X 
Єлена де Круа

│   │   │
│   │   ├─> 
Франсуаза
 (померла 1557), графиня Гавра, дама де Фієнн
│   │   │   X 1515/1516 
Ян II
 (1499—1528), граф Егмонт
│   │   │
│   │   └─> 
Маргарита

│   │       X 
Антуан
 (помер 1529), граф де Барбансон
│   │
│   ├─> 
Франсуа
 (помер 1509), єпископ Ле Мана
│   │
│   ├─> 
Жан
 (помер 1508), сеньйор де Віль
│   │   X 1502 
Єлизавета фон Кулембург

│   │
│   ├─> 
Маргарита
, черниця
│   │
│   ├─> 
Філіпотта
 (померла 1525), дама д'Оденгієн
│   │   X 1) 
Роберт де Бетюн

│   │   X 2) 1501 
Антуан де Лінь
 (помер 1532), граф фон Фалькенберг
│   │
│   ├─> 
Жаклін
 (померла після 1515)
│   │   X 
Карл де Лаленг
 (помер 1527), барон д'Ескорне
│   │
│   └─> 
Марія

│       X 1) 
Даніель
, сеньйор Бошо, бургграф Брюсселя
│       X 2) 
Мартін ван Горн-Гаесбек

│
├─> 
Філіп
 (1445—1519), кардинал, єпископ Ле Мана
│
├─> 
Жан
 (помер 1485), сеньйор де Сотенгьєн
│   X 
Жаклін де Гавр

│
├─> 
Франсуа
, віконт де Мартіг, губернатор 
Провансу

│   X 1487 
Луїза де Фосіньї
 (1467—1530)
│   │
│   └─> 
Франсуа
, віконт де Мартіг, губернатор 
Савойї

│       X 
Шарлотта де Бросс
, спадкоємиця 
Пант’євра
, 
Шевреза
 й 
Етампа

│       │
│       ├─> 
Карл
 (помер 1553), віконт де Мартіг
│       │   X Клод де Фуа (помер 1549)
│       │   │
│       │   └─> 
Генріх
 (помер немовлям)
│       │
│       ├─> 
Себастьян
 (помер 1569), граф де Пант’євр і д'Етамп з 1566
│       │   X 
Марія де Бокер
 (померла 1613)
│       │   │
│       │   ├─> 
Жанна
 (померла немовлям)
│       │   │
│       │   └─> 
Марія
 (1562—1623), графиня де Пант’євр і д'Етамп з 1569
│       │       X 1579 
Філіп Еммануель Лотаринзький
 (1558—1602), герцог де Меркер
│       │
│       ├─> 
Філіп
 (помер немовлям)
│       │
│       └─> 
Мадлен
, дама д'Апремон, де Плесло і де Буссак
│           X 1563 
Жорж де Ла Тремойль
 (помер 1584)
│
├─> 
Луїза
, черниця
│
├─> 
Єлена
, черниця
│
├─> 
Ізабелла
, черниця
│
├─> 
Мадлен
 (померла після 1498)
│   X 1) 1457 
Карл де Сен-Мор
, граф де Нель
│   X 2) 1485 
Жак Шабот
 (помер 1495/1500), сеньйор  д'Еспремон і де Бріон, барон де Жарнак
│
└─> 
Гільєметта

    X 1) 
Еме II фон Саарбрюкен
 (помер 1476), граф де Брен
    X 2) 
Жан де Бельєвіль
```